# 佩特魯什夫卡 (伊奇尼亞區)
50°51′2″N 32°40′0″E / 50.85056°N 32.66667°E
佩特魯什夫卡（烏克蘭語：Петрушівка），是烏克蘭北部的村莊，隸屬切爾尼希夫州的普里盧基區。該村始建於1600年，面積1.08平方公里，海拔高度153米，2001年人口288，人口密度每平方公里267.4人。